# Mount Prospect (Illinois)
Mount Prospect é uma aldeia localizada no estado americano de Illinois, no Condado de Cook (Illinois).
A sua área é de 26,5 km², sua população é de 56 265 habitantes, e sua densidade populacional é de 2 127,7 hab/km² (segundo o censo americano de 2000). A vila foi fundada em 1871.